# 閔受昌
閔受昌（？—？），字文甫，號緘三，浙江湖州府烏程縣織里鎮晟舍人，祖籍山東濟寧州，清朝政治人物，同進士出身。
闵鹗元孙，闵思诚子。嘉庆二十一年（1816年）丙子科举人、嘉庆二十二年（1817年）丁丑科联捷进士，入词垣。散馆，改刑部主事。道光二年（1822年）办理秋审，分管提牢事务。期满，升刑部郎中。
道光八年（1828年）京察，擢为鸿胪寺卿，道光十一年（1831年）典试蜀中，所取皆名士。道光十二年（1832年）稽察平粜仓事，日夜辛劳，染上眼疾，屡治不愈。道光十三年（1833年）上疏请求归里就医，不及数月卒。
苏州吴慈鹤有《送闵缄三茂材自吴兴来历下即赴新城》，诗中有句曰：中丞节钺曾吴趋，孙子转眼愁饥驱。七闽百越两足茧，性命一掷鸿毛如。